# 67è Festival Internacional de Cinema de Canes
El 67è Festival Internacional de Cinema de Canes es va dur a terme del 14 al 25 de maig de 2014. La directora neozelandesa Jane Campion fou la presidenta del jurat de la competició oficial. La Palma d'Or fou atorgada a la pel·lícula turca Kış Uykusu dirigida per Nuri Bilge Ceylan.
El festival va obrir amb la força retardada Grace of Monaco, dirigida per Olivier Dahan i protagonitzada per Nicole Kidman com a Grace Kelly, que fou exhibida fora de competició. La restaurada en versió 4K del western de 1964 Per un grapat de dòlars de Sergio Leone va clausurar la nit. Com que les eleccions al Parlament Europeu van tenir lloc el 25 de maig de 2014, el guanyador de la Palma d'Or fou anunciat el 24 de maig, i el guanyador de la secció Un Certain Regard fou anunciat el 23 de maig. El pòster del festival mostrava l'actor italià Marcello Mastroianni en la pel·lícula de Federico Fellini 8½, que fou presentada a la secció oficial del 16è Festival Internacional de Cinema de Canes (1963), en la secció Fora de Competició.
El 17 d'abril de 2014 es va anunciar la selecció oficial de pel·lícules per al festival del 2014, inclosa la formació de la Competició principal. L'actor francès Lambert Wilson fou el mestre de les cerimònies d'apertura i clausura.

## Jurats

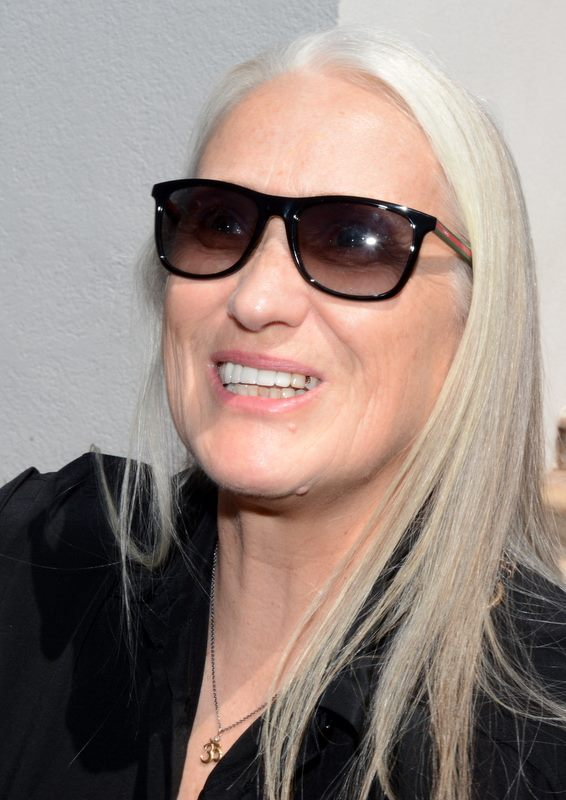
Jane Campion, presidenta del jurat de la competició principal

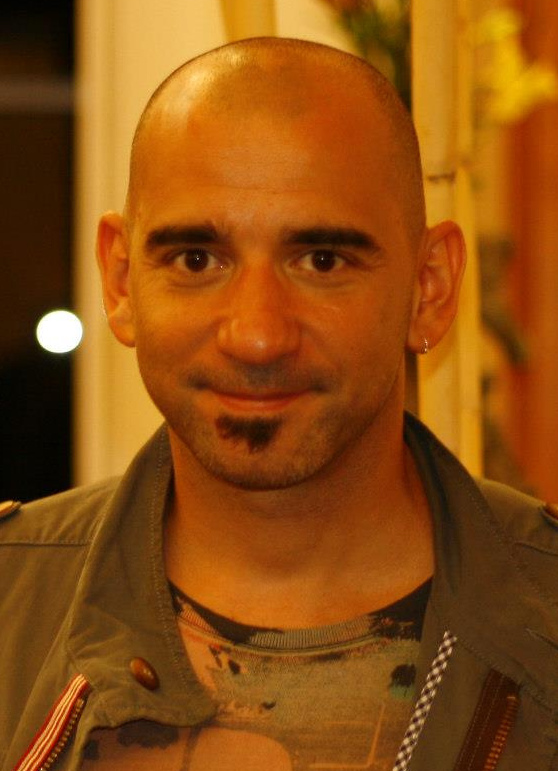
Pablo Trapero, president del jurat d'Un Certain Regard

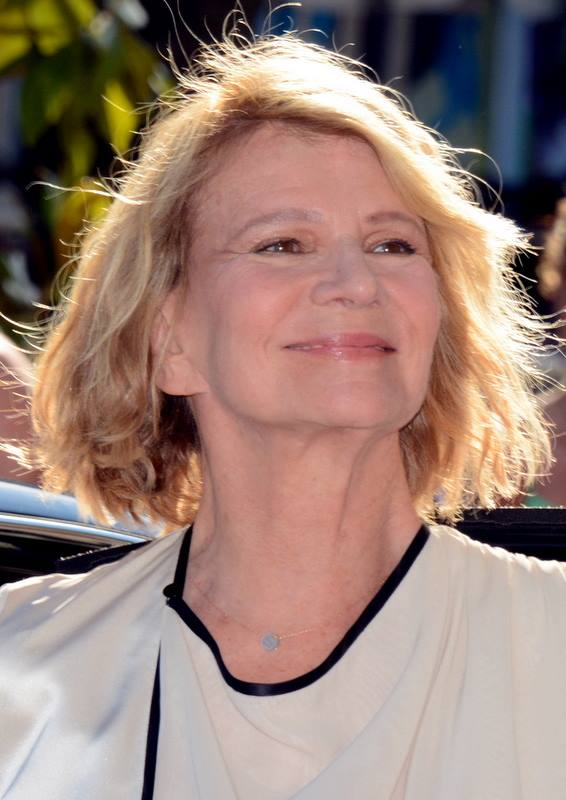
Nicole Garcia, presidenta del jurat Caméra d'Or

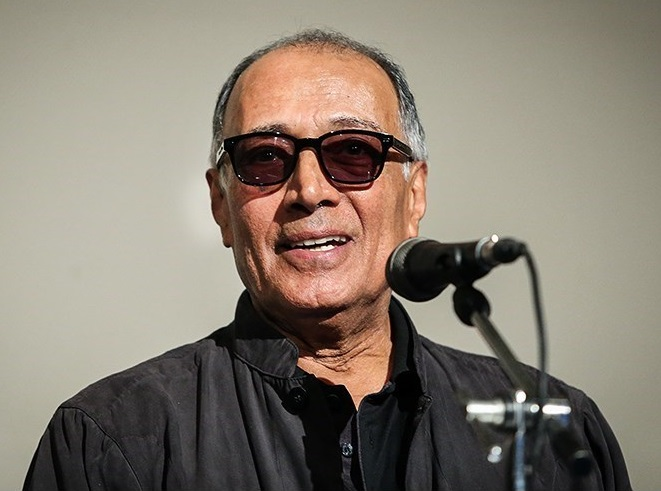
Abbas Kiarostami, president del jurat Cinéfondation & Curtmetratges

### Competició principal
Les següents persones foren nomenades per formar part del jurat de la competició principal en l'edició de 2014, anunciades el 28 d'abril:
- Jane Campion, directora neozelandesa, presidenta
- Carole Bouquet, actriu francesa[14]
- Sofia Coppola, directora estatunidenca[15]
- Leila Hatami, actriu iraniana
- Jeon Do-yeon, actriu sud-coreana
- Willem Dafoe, actor estatunidenc
- Gael García Bernal, actor i director mexicà
- Jia Zhangke, director xinès
- Nicolas Winding Refn, director danès

### Un Certain Regard
Les següents persones foren nomenades per formar part del jurat de la secció Un Certain Regard de 2014, anunciat l'11 de maig:
- Pablo Trapero, director argentí, President[17]
- Peter Becker, President de Criterion Collection
- Maria Bonnevie, actriu sueco-noruega
- Géraldine Pailhas, actriu francesa
- Moussa Touré, director senegalès

### Cinéfondation i curtmetratges
Les següents persones foren nomenades per formar part del jurat de la secció Cinéfondation i de la competició de curtmetratges:
- Abbas Kiarostami, director iranià, President[18][19]
- Daniela Thomas, directora brasilera
- Noémie Lvovsky, directora francesa
- Joachim Trier, director noruec
- Mahamat Saleh Haroun, director txadià

### Càmera d'Or
Les següents persones foren nomenades per formar part del jurat de la Càmera d'Or de 2014:
- Nicole Garcia, actriu i directora francesa, Presidenta[20]
- Richard Anconina, actor francès
- Gilles Gaillard, tècnic francès
- Sophie Grassin, periodista i crítica francesa
- Héléna Klotz, directora franceas
- Lisa Nesselson, periodista i crítica estatunidenca
- Philippe Van Leeuw, director belga

### Jurats independents
Gran Premi Nespresso (International Critics' Week)
- Andrea Arnold, director anglès, President[22]
- Daniela Michele, periodista mexicana i directora del Festival Internacional de Cinema de Morelia
- Fernando Ganzo, periodista espanyol
- Jordan Mintzer, crític estatunidenc
- Jonathan Romney, crític anglès

Premi Sony CineAlta Discovery al curtmetratge (Setmana Internacional de la Crítica)
- Rebecca Zlotowski, director francès, President
- Tine Fischer, director dele Festival Internacional del Documental de Copenhagen
- Abi Sakamoto, cap de l'Institut Francès del Japó
- Benny Dreschel, productor alemany
- Pablo Giorgelli, director argentí

France 4 Visionary Award (Setmana Internacional de la Crítica)
- Rebecca Zlotowski, directora francesa, President
- Louise Riousse, crític francès
- Sergio Huidobro, crític mexicà
- Andrei Rus, crític romanès
- Guido Segal, crític argentí

Secció Palma Queer
- Bruce LaBruce, escriptor i director canadenc, President[23][24]
- Anna Margarita Albelo, directora cubano-estatnundenca
- João Ferreira, director artístic portuguès i programador del festival Queer Lisboa
- Charlotte Lipinska, periodista i actriu francesa
- Ricky Mastro, programador del festival de cinema Recifest

## Selecció oficial

### En competició – pel·lícules
Les següents pel·lícules, anunciades en conferència de premsa el 17 d'abril de 2014, competiren per la Palma d'Or: El guanyador de la Palma d'Or ha estat il·luminat.
| Títol original               | Director(s)                        | País                        |
| ---------------------------- | ---------------------------------- | --------------------------- |
| The Captive                  | Atom Egoyan                        | Canadà                      |
| Sils Maria                   | Olivier Assayas                    | Alemanya, França, Suïssa    |
| Foxcatcher                   | Bennett Miller                     | Estats Units                |
| Adieu au langage             | Jean-Luc Godard                    | França, Suïssa              |
| The Homesman                 | Tommy Lee Jones                    | Estats Units                |
| Jimmy's Hall                 | Ken Loach                          | Regne Unit, Irlanda, França |
| Leviathan (Левиафан)         | Andrei Zviàguintsev                | Rússia                      |
| Maps to the Stars            | David Cronenberg                   | Canadà, Estats Units        |
| Mommy                        | Xavier Dolan                       | Canadà                      |
| Mr. Turner                   | Mike Leigh                         | Regne Unit                  |
| Saint Laurent                | Bertrand Bonello                   | França                      |
| The Search                   | Michel Hazanavicius                | França                      |
| Futatsume no mado ２つ目の窓 | Naomi Kawase                       | Japó                        |
| Timbuktu                     | Abderrahmane Sissako               | França, Mauritània          |
| Deux jours, une nuit         | Jean-Pierre Dardenne, Luc Dardenne | Bèlgica, Itàlia, França     |
| Relatos salvajes             | Damián Szifrón                     | Argentina, Espanya          |
| Kış Uykusu                   | Nuri Bilge Ceylan                  | Turquia, Alemanya, França   |
| Le meraviglie                | Alice Rohrwacher                   | Itàlia, Suïssa, Alemanya    |

### Un Certain Regard
Party Girl, dirigida per Marie Amachoukeli, Claire Burger i Samuel Theis, fou seleccionada com a pel·lícula d'apertura de la secció Un Certain Regard. El guanyador del premi Un Certain Regard ha estat il·luminat.
| Títol original                           | Director(s)                                    | País                               |
| ---------------------------------------- | ---------------------------------------------- | ---------------------------------- |
| Amour Fou                                | Jessica Hausner                                | Àustria, Luxemburg, Alemanya       |
| Bird People                              | Pascale Ferran                                 | França                             |
| La chambre bleue                         | Mathieu Amalric                                | França                             |
| Charlie's Country                        | Rolf de Heer                                   | Austràlia                          |
| Hermosa juventud                         | Jaime Rosales                                  | Espanya, França                    |
| The Disappearance of Eleanor Rigby (CdO) | Ned Benson                                     | Estats Units                       |
| Fantasia 幻想曲                          | Wang Chao                                      | R.P. de la Xina, França            |
| Turist                                   | Ruben Östlund                                  | Suècia                             |
| Dohee-ya (CdO) 도희야                    | July Jung                                      | Corea del Sud                      |
| Jauja                                    | Lisandro Alonso                                | Dinamarca, Estats Units, Argentina |
| Lost River (CdO)                         | Ryan Gosling                                   | Estats Units                       |
| Incompresa                               | Asia Argento                                   | Itàlia, França                     |
| Party Girl (CdO)                         | Marie Amachoukeli, Claire Burger, Samuel Theis | França                             |
| Run (CdO)                                | Philippe Lacôte                                | França, Costa d'Ivori              |
| The Salt of the Earth                    | Wim Wenders i Juliano Ribeiro Salgado          | França, Itàlia, Brasil             |
| Snow in Paradise (CdO)                   | Andrew Hulme                                   | Regne Unit                         |
| Loin de mon père                         | Keren Yedaya                                   | Israel, França                     |
| Titli (CdO)                              | Kanu Behl                                      | Índia                              |
| Fehér isten                              | Kornél Mundruczó                               | Hongria, Alemanya, Suècia          |
| Xenia (Ξενία)                            | Panos H. Koutras                               | Grècia, França, Bèlgica            |

(CdO) indica pel·lícula elegible a la Caméra d'Or a la pel·lícula de debut.

### Pel·lícules fora de competició
Les següents pel·lícules foren seleccionades per ser projectades fora de competició:
| Títol original                          | Director(s)             | País                 |
| --------------------------------------- | ----------------------- | -------------------- |
| Gui lai 歸來                            | Zhang Yimou             | R.P. de la Xina      |
| How to Train Your Dragon 2              | Dean DeBlois            | Estats Units         |
| Grace of Monaco (pel·lícula d'apertura) | Olivier Dahan           | Estats Units, França |
| L'homme qu'on aimait trop               | André Téchiné           | França               |
| Projeccions a Mitjanit                  |                         |                      |
| The Rover                               | David Michôd            | Austràlia            |
| The Salvation                           | Kristian Levring        | Dinamarca            |
| Pyo Jeok 표적                           | Chang (Yoon Hong-seung) | Corea del Sud        |

### Projeccions especials
Les següents pel·lícules foren mostrades com a projeccions especials.
| Títol original                               | Director(s) | País                                                               |
| -------------------------------------------- | --- | ------------------------------------------------------------------ |
| El ardor                                     | Pablo Fendrik | Argentina, Brasil, França, Estats Units                            |
| Les Ponts de Sarajevo                        | Aida Begić, Isild Le Besco, Leonardo di Constanzo, Pedro Costa, Jean-Luc Godard, Kamen Kalev, Sergei Loznitsa, Vincenzo Marra, Ursula Meier, Vladimir Perišić, Cristi Puiu, Marc Recha & Angela Schanelec | Bulgaria, Alemanya, Itàlia, Portugal, Bòsnia i Hercegovina, França |
| Caricaturistes - Fantassins de la démocratie | Stéphanie Valloatto | França                                                             |
| Géronimo                                     | Tony Gatlif | França                                                             |
| Maidan (Майдан)                              | Sergei Loznitsa | Ucraïna                                                            |
| Des hommes et de la guerre                   | Laurent Bécue-Renard | França, Suïssa                                                     |
| The Owners                                   | Adilkhan Ierjanov | Kazakhstan                                                         |
| Red Army                                     | Gabe Polsky | Estats Units                                                       |
| Eau argentée, Syrie autoportrait ماء الفضة   | Ossama Mohammed | Síria                                                              |

| Celebració del 70è aniversari del diari Le Monde |              |        |
| Les Gens du Monde                                | Yves Jeuland | França |

### Cinéfondation
La secció Cinéfondation se centra en les pel·lícules realitzades per estudiants a les escoles de cinema. Es van seleccionar les 16 entrades següents (14 pel·lícules de ficció i 2 pel·lícules d'animació), de 1.631 presentacions procedents de 320 escoles diferents. La meitat de les pel·lícules seleccionades han estat dirigides per dones. El guanyador del primer premi Cinéfondation ha estat il·luminat.
| Títol original                                      | Director(s)                                                       | Escola                                          |
| --------------------------------------------------- | ----------------------------------------------------------------- | ----------------------------------------------- |
| ما حدث بعد وضع حجز الأساس لمشروع الحمام بالكيلو 375 | Omar El Zohairy                                                   | High Cinema Institute, Academy of Arts, Egipte  |
| The Bigger Picture                                  | Daisy Jacobs                                                      | National Film and Television School, Regne Unit |
| Soom                                                | Hyun Ju Kwon                                                      | Chung-Ang University, Corea del Sud             |
| Home Sweet Home                                     | Pierre Clenet, Alejandro Diaz, Romain Mazevet & Stéphane Paccolat | Supinfocom Arles, França                        |
| Last Trip Home                                      | Han FengYu                                                        | Ngee Ann Polytechnic, Singapur                  |
| Leto bez meseca                                     | Stefan Ivančić                                                    | Faculty of Dramatic Arts, Serbia                |
| Niagara                                             | Chie Hayakawa                                                     | ENBU Seminar, Japó                              |
| Oh Lucy!                                            | Atsuko Hirayanagi                                                 | NYU Tisch School of the Arts Asia, Singapur     |
| Our Blood                                           | Max Chan                                                          | Hampshire College, Estats Units                 |
| Provincia                                           | György Mór Kárpáti                                                | University of Theatre and Film Arts, Hongria    |
| Une vie radieuse                                    | Meryll Hardt                                                      | Le Fresnoy, França                              |
| Skunk                                               | Annie Silverstein                                                 | University of Texas at Austin, Estats Units     |
| Lievito madre                                       | Fulvio Risuleo                                                    | Centro Sperimentale di Cinematografia, Itàlia   |
| Stone Cars                                          | Reinaldo Marcus Green                                             | NYU Tisch School of the Arts, Estats Units      |
| Les Oiseaux-Tonnerre                                | Léa Mysius                                                        | La Fémis, França                                |
| The Visit                                           | Inbar Horesh                                                      | Minshar for Art, School and Center, Israel      |

### Curtmetratges en competició
D'entre 3,450 presentacions, els següents curts foren seleccionats per competir a la Palma d'Or al millor curtmetratge. La pel·lícula italiana A passo d'uomo de Giovanni Aloi fou eliminada de la selecció perqupe Aloi va violar les regulaciones per la selecció. El guanyador de la Palma d'Or al curtmetratge ha estat il·luminat.
| Títol original              | Director(s)                                                                    | País                 |
| --------------------------- | ------------------------------------------------------------------------------ | -------------------- |
| The Administration of Glory | Ran Huang                                                                      | R.P. de la Xina      |
| Aïssa                       | Clement Tréhin-Lalanne                                                         | França               |
| Les corps étrangers         | Laura Wandel                                                                   | Bèlgica              |
| A kivégzés                  | Petra Szőcs                                                                    | Hongria, Romania     |
| Happo-en                    | Masahiko Sato, Takayoshi Ohara, Yutaro Seki, Masayuki Toyota, & Kentaro Hirase | Japó                 |
| Ukhilavi Sivrtseebi         | Dea Kulumbegashvili                                                            | Geòrgia              |
| Sonuncu                     | Sergey Pikalov                                                                 | Azerbaidjan          |
| Leidi                       | Simón Mesa Soto                                                                | Colòmbia, Regne Unit |
| Ja, vi elsker               | Hallvar Witzø                                                                  | Noruega              |

### Cannes Classics
La programació de la secció Cannes Classics fou anunciada el 4 d'abril de 2014. L'actriu italiana Sophia Loren fou anunciada com a convidada d'honor.
| Títol original                                   | Director(s)   | País                 |
| ------------------------------------------------ | ------------- | -------------------- |
| Tribut                                           |               |                      |
| Voce umana (curt)                                | Edoardo Ponti | Itàlia, Estats Units |
| Documentals sobre Cinema                         |               |                      |
| Life Itself                                      | Steve James   | Estats Units         |
| The Go-Go Boys: The Inside Story of Cannon Films | Hilla Medalia | Israel               |
| Pel·lícules restaurades                          |               |                      |

| Títol original                                                          | Director(s)                     | País                                  |
| ----------------------------------------------------------------------- | ------------------------------- | ------------------------------------- |
| 8½ (1963)                                                               | Federico Fellini                | Itàlia, França                        |
| Przypadek (1987)                                                        | Krzysztof Kieślowski            | Polònia                               |
| Tsisperi mtebi anu daujerebeli ambavi (1983)                            | Eldar Xengelaia                 | Geòrgia, Unió Soviètica               |
| La Chienne (1931)                                                       | Jean Renoir                     | França                                |
| Saiat-Novà (1969)                                                       | Serguei Parajanov               | Unió Soviètica                        |
| Seishun zankoku monogatari (1960) 青春残酷物語                          | Nagisa Oshima                   | Japó                                  |
| Le jour se lève (1939)                                                  | Marcel Carné                    | França                                |
| Long men kezhan (1967) 龍門客棧                                         | King Hu                         | Taiwan                                |
| La paura (1954)                                                         | Roberto Rossellini              | Itàlia, RFA                           |
| Per un pugno di dollari (1964) (pel·lícula de clausura)                 | Sergio Leone                    | Itàlia, Espanya, RFA                  |
| Regards sur une revolution: Comment Yukong déplaça les montagnes (1976) | Joris Ivens i Marceline Loridan | França                                |
| Jamaica Inn (1939)                                                      | Alfred Hitchcock                | Regne Unit                            |
| Le Dernier métro (1980)                                                 | François Truffaut               | França                                |
| Léolo (1992)                                                            | Jean-Claude Lauzon              | França, Canadà                        |
| Lost Horizon (1937)                                                     | Frank Capra                     | Estats Units                          |
| Matrimonio all'italiana (1964)                                          | Vittorio De Sica                | Itàlia, França                        |
| La vie de château (1966)                                                | Jean-Paul Rappeneau             | França                                |
| Overlord (1975)                                                         | Stuart Cooper                   | Regne Unit                            |
| París, Texas (1984)                                                     | Wim Wenders                     | RFA, França, Regne Unit, Estats Units |
| Tōkyō Orinpikku (1965) 東京オリンピック                                 | Kon Ichikawa                    | Japó                                  |
| Les violons du bal (1974)                                               | Michel Drach                    | França                                |
| Les croix de bois (1932)                                                | Raymond Bernard                 | França                                |

### Cinéma de la Plage
Cinéma de la Plage és una part de la Secció Oficial del festival. Les projeccions a l'aire lliure a la platja de Canes són obertes al públic.
| Nit          | Títol original                         | Director(s)        | País                               |
| ------------ | -------------------------------------- | ------------------ | ---------------------------------- |
| Dijous 15    | Otto e mezzo (1963)                    | Federico Fellini   | Itàlia, França                     |
| Divendres 16 | Per qualche dollaro in più (1965)      | Sergio Leone       | Itàlia, Espanya                    |
| Dissabte 17  | Il buono, il brutto, il cattivo (1966) | Sergio Leone       | Itàlia, RFA, Espanya, Estats Units |
| Diumenge 18  | United Passions (2014)                 | Frédéric Auburtin  | França                             |
| Dilluns 19   | Seconds (1966)                         | John Frankenheimer | Estats Units                       |
| Dimarts 20   | The Warriors (1979)                    | Walter Hill        | Estats Units                       |
| Dimecres 21  | La folie des grandeurs (1971)          | Gérard Oury        | França                             |
| Dijous 22    | Polyester (1981)                       | John Waters        | Estats Units                       |
| Divendres 23 | Pulp Fiction (1994)                    | Quentin Tarantino  | Estats Units                       |
| Dissabte 24  | Purple Rain (1984)                     | Albert Magnoli     | Estats Units                       |

## Seccions paral·leles

### Setmana Internacional dels Crítics
La programació de la Setmana de la Crítica fou anunciada el 21 d'abril al web de la secció. FLA, dirigida per Djinn Carrénard, i Hippocrate, dirigida per Thomas Lilti, foren seleccionades per obrir i tancar la secció de la Semaine de la Critique.
Pel·lícules - El guanyador del Grand Prix Nespresso ha estat il·luminat.
| Títol original               | Director(s)            | País                   |
| ---------------------------- | ---------------------- | ---------------------- |
| Più buio di mezzanotte (CdO) | Sebastiano Riso        | Itàlia                 |
| Gente de bien (CdO)          | Franco Lolli           | Colòmbia               |
| Hope                         | Boris Lojkine          | França                 |
| It Follows                   | David Robert Mitchell  | Estats Units           |
| Boreg                        | Shira Geffen           | Israel                 |
| Plèmia (CdO)                 | Miroslav Slaboixpitski | Ucraïna, Països Baixos |
| Når dyrene drømmer (CdO)     | Jonas Alexander Amby   | Dinamarca              |

(CdO) indica pel·lícula elegible a la Caméra d'Or a la pel·lícula de debut.
Selecció de curtmetratges
| Títol original                                    | Director(s)       | País              |
| ------------------------------------------------- | ----------------- | ----------------- |
| ' La Contre-allée                                 | Cécile Ducrocq    | França            |
| Un chambre bleue, Niebieski pokój                 | Tomasz Siwinski   | França, Polònia   |
| The Chicken                                       | Una Gunjak        | Alemanya, Croatia |
| Crocodile                                         | Gäelle Denis      | Regne Unit        |
| Les Fleuves m'ont Laissée Descendre où je Voulais | Laurie de Lassale | França            |
| Boa Noite Cinderela                               | Carlos Conceição  | Portugal          |
| Petit frère                                       | Rémi St-Michel    | Canadà            |
| Safari                                            | Gerardo Herrero   | Espanya           |
| True Love Story                                   | Gitanjali Rao     | Índia             |
| A Ciambra                                         | Jonas Carpignano  | Itàlia, França    |

Projeccions especials
| Títol original | Director(s)     | País   |
| -------------- | --------------- | ------ |
| Respire        | Mélanie Laurent | França |
| Faire: L'amour | Djinn Carrénard | França |
| Hippocrate     | Thomas Lilti    | França |
| Haganenet      | Nadav Lapid     | Israel |

### Quinzena dels directors
La programació de la Quinzena dels directors fou anunciada en conferència de premsa del 22 d'abril. Bande de filles, dirigida per Céline Sciamma, i Pride, dirigida per Matthew Warchus, foren seleccionades com a pel·lícules d'apertura i clausura de la secció.
Pel·lícules – El guanyador del premi Art Cinema ha estat il·luminat.
| Títol original                           | Director(s)                     | País                        |
| ---------------------------------------- | ------------------------------- | --------------------------- |
| Alleluia                                 | Fabrice Du Welz                 | Bèlgica, França             |
| Catch Me Daddy (CdO)                     | Daniel Wolfe                    | Regne Unit                  |
| Cold in July                             | Jim Mickle                      | Estats Units                |
| Mange tes morts                          | Jean-Charles Hue                | França                      |
| Gett: Le procès de Viviane Amsalem       | Ronit Elkabetz, Shlomi Elkabetz | Israel, França, Alemanya    |
| Bande de filles                          | Céline Sciamma                  | França                      |
| Moo-Deom-Kka-Ji Gan-Da 끝까지 간다       | Kim Seong-hun                   | Corea del Sud               |
| Les combattants (CdO)                    | Thomas Cailley                  | França                      |
| National Gallery                         | Frederick Wiseman               | Estats Units, França        |
| At Li Layla (CdO)                        | Asaf Korman                     | Israel                      |
| Pride                                    | Matthew Warchus                 | Regne Unit                  |
| Queen and Country                        | John Boorman                    | Regne Unit, Irlanda         |
| Refugiado                                | Diego Lerman                    | Argentina, França, Alemanya |
| Kaguya-hime no Monogatari かぐや姫の物語 | Isao Takahata                   | Japó                        |
| These Final Hours (CdO)                  | Zak Hilditch                    | Austràlia                   |
| Whiplash                                 | Damien Chazelle                 | Estats Units                |
| Tu dors Nicole                           | Stéphane Lafleur                | Canadà                      |

(CdO) indica pel·lícula elegible a la Caméra d'Or a la pel·lícula de debut.
Projeccions especials
| Títol original               | Director(s)  | País         |
| ---------------------------- | ------------ | ------------ |
| Li'l Quinquin                | Bruno Dumont | França       |
| The Texas Chain Saw Massacre | Tobe Hooper  | Estats Units |

Selecció de curtmetratges - El guanyador del premi Illy al millor curtmetratge ha estat il·luminat.
| Títol original       | Director(s)                | País          |
| -------------------- | -------------------------- | ------------- |
| 8 Bullets            | Frank Ternier              | França        |
| Cambodia 2099        | Davy Chou                  | França        |
| Fragmenty            | Aga Woszczyńska            | Polònia       |
| Guy Môquet           | Demis Herenger             | França        |
| Sem Coração          | Nara Normande, Tião        | Brasil        |
| En août              | Jenna Hass                 | Suïssa        |
| Trece şi prin perete | Radu Jude                  | Romania       |
| Jutra                | Marie-Josée Saint-Pierre   | Canadà        |
| Man on the Chair     | Dahee Jeong                | Corea del Sud |
| A Caça Revoluções    | Margarida Rego             | Portugal      |
| Torn                 | Elmar Imanov, Engin Kundag | Azerbaidjan   |

## Premis

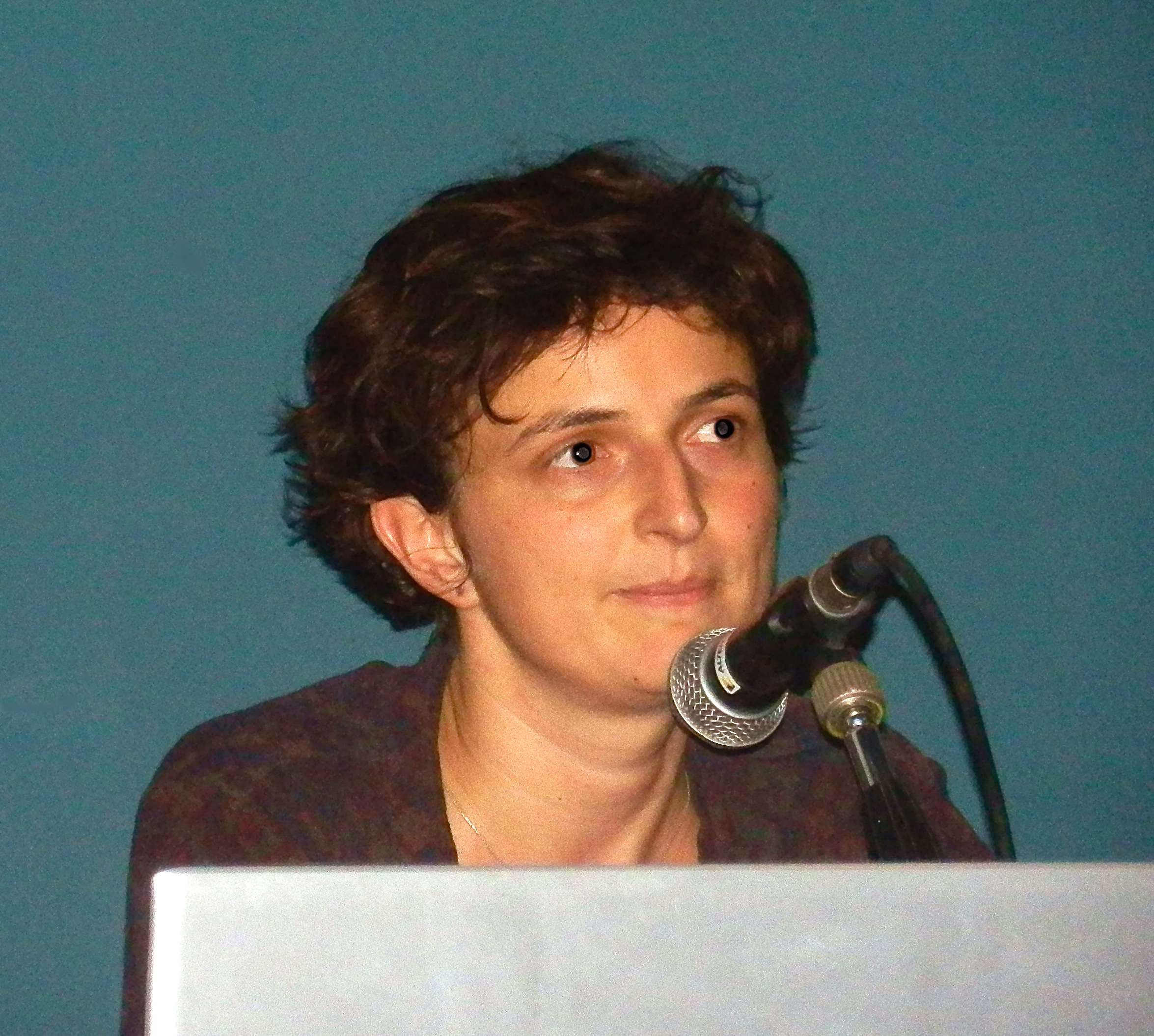
Alice Rohrwacher, winner of the Gran Prix

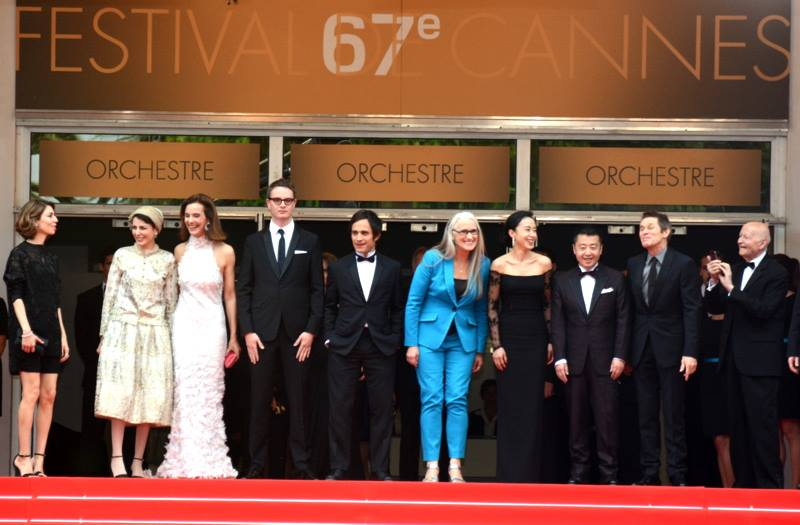
The main competition jury

Kış Uykusu es va convertir en la primera pel·lícula turca a guanyar la Palma d'Or des que Yol la va guanyar el 1982. El director Nuri Bilge Ceylan va qualificar la victòria com "una gran sorpresa per a mi" i va dedicar la victòria a la joventut de Turquia durant l'agitació política al seu país i a les víctimes del desastre miner de Soma. Abans de l'inici de Cannes, Kış Uykusu era considerada la favorita per guanyar la Palma d'Or, però quan es va projectar es va trobar amb una reacció crítica mixta. Alguns van considerar que era massa llarga (3 hores i 16 minuts, la pel·lícula més llarga del festival) i difícil d'acabar, mentre que altres la van considerar una gran revelació. Al jurat, però, li agradava la pel·lícula. La presidenta del jurat Jane Campion va dir "Si tingués el coratge de ser tan honesta sobre els seus personatges com és aquest director, estaria molt orgullosa de mi mateixa."
Kış Uykusu és la història del Sr. Aydin (interpretat per Haluk Bilginer), un ex-actor que ara dirigeix un hostal a la muntanya i trontolla el seu matrimonit. Aydin es veu a si mateix com el bon governant de la regió, que intervé en els negocis de les poblacions que hi ha sota la muntanya. En realitat, gairebé a ningú, inclosa la seva dona, els agrada Aydin. Té una columna pomposa al diari local i escriu un llibre sobre la història del teatre turc. Quan lentament s'acaba la temporada i els hostes marxen, comencen les disputes entre Aydin, la seva dona, la seva germana que viu amb ell i la gent del poble. Les converses dominen la pel·lícula, ja que revelen lentament el funcionament intern dels personatges.
El guanyador del Grand Prix fou el drama de ritu de pas Le meraviglie. Julianne Moore va guanyar el premi a la millor actriu pel seu retrat de la diva dement de Hollywood a Maps to the Stars. Timothy Spall va guanyar el premi al millor actor pel seu paper de pintor a Mr. Turner. Bennett Miller va aconseguir el de millor director per Foxcatcher. El Premi del Jurat fou repartit entre el drama Mommy i el drama Adieu au langage.

### Premis oficials
En Competició
- Palme d'Or: Kış Uykusu de Nuri Bilge Ceylan
- Grand Prix: Le meraviglie de Alice Rohrwacher
- Millor director: Bennett Miller per Foxcatcher
- Millor guió: Andrei Zviàguintsev i Oleg Negin per Leviathan
- Millor actriu: Julianne Moore per Mapes a les estrelles
- Millor actor: Timothy Spall per Mr. Turner
- Premi del Jurat: Mommy de Xavier Dolan i Adieu au langage de Jean-Luc Godard

Un Certain Regard
- Prix Un Certain Regard: Fehér isten de Kornél Mundruczó
- Premi del Jurat Un Certain Regard: Turist de Ruben Östlund
- Premi Especial Un Certain Regard: The Salt of the Earth de Wim Wenders i Juliano Ribeiro Salgado
- Premi Col·lectiu Un Certain Regard: L'equip de Party Girl
- Premi Un Certain Regard al millor actor: David Gulpilil per Charlie's Country

Caméra d'Or
- Caméra d'Or: Party Girl de Marie Amachoukeli, Claire Burger i Samuel Theis

Cinéfondation
- 1r Premi: Skunk d'Annie Silverstein
- Segon Premi: Oh Lucy! d'Atsuko Hirayanagi
- Tercer Premi: Sourdough de Fulvio Risuleo i The Bigger Picture de Daisy Jacobs

Curtmetratges
- Palma d'Or al millor curtmetratge: Leidi de Simón Mesa Soto
- Menció especial: Aïssa de Clément Trehin-Lalanne & Yes We Love de Hallvar Witzø

### Premis independents
Premis FIPRESCI
- Kış Uykusu de Nuri Bilge Ceylan (En Competició)
- Jauja de Lisandro Alonso (Un Certain Regard)
- Les combattants de Thomas Cailley (Quinzena dels Directors)

Premi Vulcan a l'Artista Tècnic
- Premi Vulcan: Dick Pope per Mr. Turner (fotografia)

Jurat Ecumènic
- Premi del Jurat Ecumènic: Timbuktu d'Abderrahmane Sissako
- Premi del Jurat Ecumènic: Menció especial:
  - The Salt of the Earth de Wim Wenders i Juliano Ribeiro Salgado
  - Hermosa juventud de Jaime Rosales

Premis en el marc de la Setmana Internacional de la Crítica
- Gran Premi Nespresso: Plèmia de Miroslav Slaboixpitski
- France 4 Visionary Award: Plèmia de Miroslav Slaboixpitski
- Premi SACD: Hope de Boris Lojkine
- Premi Sony CineAlta Discovery al Curtmetratge: Young Lions of Gypsy de Jonas Carpignano
- Premi Canal+: Crocodile de Gäelle Denis
- Premi Gan Foundation Support by Distribution: Plèmia de Miroslav Slaboixpitski

Premis en el marc de la Quinzena dels Directors
- Premi Art Cinema: Les combattants de Thomas Cailley
- Premi SACD: Les combattants de Thomas Cailley
- Premi Europa Cinemas Label: Les combattants de Thomas Cailley
- Premi Illy al Curtmetratge: Heartless de Nara Normande i Tião
- Menció especial: It Can Pass Through the Wall de Radu Jude

Jurat Palma Queer
- Premi Palma Queer: Pride de Matthew Warchus

Jurat Palm Dog
- Premi Palm Dog: el repartiment caní de Fehér isten

Association Prix François Chalais
- Prix François Chalais: Timbuktu d'Abderrahmane Sissako
- Prix François Chalais - Menció especial: The Salt of the Earth de Wim Wenders ‘ Juliano Ribeiro Salgado

Premi Cannes Soundtrack
- Howard Shore per Mapes a les estrelles